# صموئيل إليجاه
صموئيل إليجاه (بالإنجليزية: Samuel Elijah) هو لاعب كرة قدم نيجيري، ولد في 14 نوفمبر 1969 في ولاية باوتشي في نيجيريا. شارك مع منتخب نيجيريا تحت 20 سنة لكرة القدم ومنتخب نيجيريا لكرة القدم.

## وصلات خارجية
- صموئيل إليجاه على موقع الاتحاد الدولي (مؤرشف)  (الإنجليزية)